# Liga Mistrzów Strongman 2009: Subotica
Liga Mistrzów Strongman 2009: Subotica – indywidualne, pierwsze w 2009 r. zawody siłaczy z cyklu Ligi Mistrzów
Strongman.
Data: 9 maja 2009 r.

Miejsce: Subotica  Serbia
WYNIKI ZAWODÓW:
| Miejsce | Zawodnik            | Kraj              | Punkty            |
| ------- | ------------------- | ----------------- | ----------------- |
| 1.      | Michaił Koklajew    | Rosja             | 55,5              |
| 2.      | Andrus Murumets     | Estonia           | 51,5              |
| 3.      | Travis Ortmayer     | Stany Zjednoczone | 51,5              |
| 4.      | Ervin Katona        | Serbia            | 51 (kontuzjowany) |
| 5.      | Martin Wildauer     | Austria           | 42                |
| 6.      | Agris Kazeļņiks     | Łotwa             | 36                |
| 7.      | Zsolt Szabó         | Węgry             | 26,5              |
| 8.      | Simon Sulaiman      | Syria             | 24,5              |
| 9.      | Oliver Gratzer      | Austria           | 23                |
| 10.     | Radojica Marinković | Serbia            | 22,5              |
| 11.     | Igor Mitrović       | Serbia            | 10                |